# Кара, Владислав Степанович
Владислав Степанович Кара (род. 20 апреля 1998, Тында) — российский хоккеист, нападающий «Сибири», выступающей в КХЛ.

## Биография
Родился на Дальнем Востоке — в городе Тында Амурской области, однако, в шесть лет переехал с семьей в Салехард. Мать хоккеиста звали Елена, она работала в местной городской администрации. Отец Степан работает водителем. Есть старший брат.
На юношеском уровне выступал за «Ямал» Салехард, а также тюменские «Газовик» и «Легион», екатеринбургский «Автомобилист» и «Драгуны» из подмосковного Можайска. В сезоне 2015/2016 дебютировал на профессиональном уровне в составе молодёжной команды «Драгуны» в Первенстве молодёжной хоккейной лиги.
В 2015 году перешёл в систему казанского «Ак Барса», где сначала стал выступать за молодёжную команду «Ирбис» на уровне МХЛ, а позже и в составе фарм-клуба — «Барс» в Высшей хоккейной лиги. На драфте НХЛ-2017 был выбран в 4-м раунде командой «Торонто Мейпл Лифс». 9 октября 2017 года в гостевом для «Ак Барса» матче против нижегородского «Торпедо» дебютировал в КХЛ. 1 сентября 2018 года в матче против СКА Кара отметился результативной передачей, открыв счёт очкам в КХЛ. 3 декабря в матче против череповецкой «Северстали» забросил свою первую шайбу в лиге.
Летом 2020 года в результате обмена на денежную компенсацию перешёл в систему «Северстали». До декабря 2020 года выступал как за основной состав череповчан, так и за фарм-клуб — «Молот-Прикамье» на основе двустороннего контракта. 27 декабря 2020 года «Северсталь» и «Спартак» совершили обмен, в результате которого Кара отправился в Москву, подписав двусторонний контракт до 30 апреля 2021 года. 4 июня 2021 года в результате обмена на Аристарха Фальковского снова пополнил состав «Северстали».
Летом 2022 года перешёл в подмосковный «Витязь».
11 сентября 2024 года «Сибирь» объявила о подписании контракта с нападающим.

## Карьера в сборной
В 2017 году привлекался в состав молодёжной сборной России и принял участие в молодёжной суперсерии — Subway Super Series. На этом турнире Владислав провёл четыре матча.